# Eli’ezer Szostak
Eli’ezer Szostak (hebr. אליעזר שוסטק, ang. Eliezer Shostak; ur. 16 grudnia 1911 w Włodzimiercu, zm. 20 sierpnia 2001) – izraelski polityk, w latach 1977–1984 minister zdrowia, w latach 1951–1988 poseł do Knesetu z list Herutu, Gahalu, Wolnego Centrum oraz Likudu.
W wyborach parlamentarnych w 1951 nie dostał się do izraelskiego parlamentu, jednak w skład drugiego Knesetu wszedł, po rezygnacji Ja’akowa Meridora, już 2 listopada 1951. Zasiadał w Knesetach II, III, IV, V, VI, VII, VIII, IX, X i XI kadencji.
29 marca 1967, wraz z Awrahamem Ti’arem i Szemu’elem Tamirem, opuścił Gahal tworząc nową partię – Wolne Centrum.